# Synema opulentum
Synema opulentum är en spindelart som beskrevs av Simon 1886. Synema opulentum ingår i släktet Synema och familjen krabbspindlar. Utöver nominatformen finns också underarten S. o. birmanicum.